# Prilep
Prilep (macedón nyelven: Прилеп) Észak-Macedónia negyedik legnagyobb városa, az azonos nevű község székhelye.

## Népesség
Prilepnek 2002-ben 69 704 lakosa volt, akik közül 64 761 macedón (92,9%), 4379 cigány, 158 szerb, 123 török, 21 albán, 17 bosnyák, 17 vlach és 228 egyéb.
Prilep községnek 2002-ben 76 768 lakosa volt, melyből 70 878 macedón (92,3%), 4433 cigány, 917 török, 172 szerb és 368 egyéb.

## A községhez tartozó települések
- Prilep
- Alinci (Prilep)
- Belovodica
- Berovci
- Besiste
- Boncse
- Veprcsani
- Veszelcsani
- Vitoliste
- Volkovo (Prilep)
- Vrpszko
- Galicsani
- Golem Radobily
- Golemi Konyari
- Gugyakovo
- Dabnica
- Dren (Prilep)
- Dunye
- Erekovci
- Zsivovo
- Zagorani
- Kadino Szelo
- Kalen
- Kanatlarci
- Klepacs
- Kokre
- Krusevica (Prilep)
- Krsztec
- Leniste
- Lopatica (Prilep)
- Mazsucsiste
- Mali Konyari
- Mali Radobily
- Mali Ruvci
- Manasztir (Prilep)
- Maruly
- Nikodin
- Novo Lagovo
- Oreovec (Prilep)
- Pestani (Prilep)
- Pletvar
- Podmol
- Polcsiste
- Prilepec
- Priszad
- Raklye
- Szelce (Prilep)
- Szmolyani
- Sztaro Lagovo
- Toplica (Prilep)
- Trojaci
- Topolcsani
- Trojkrszti
- Carevity (Prilep)
- Csaniste
- Csepigovo
- Csumovo
- Seleverci
- Stavica (Prilep)